# Greffe (botanique)
Pour les articles homonymes, voir Greffe.

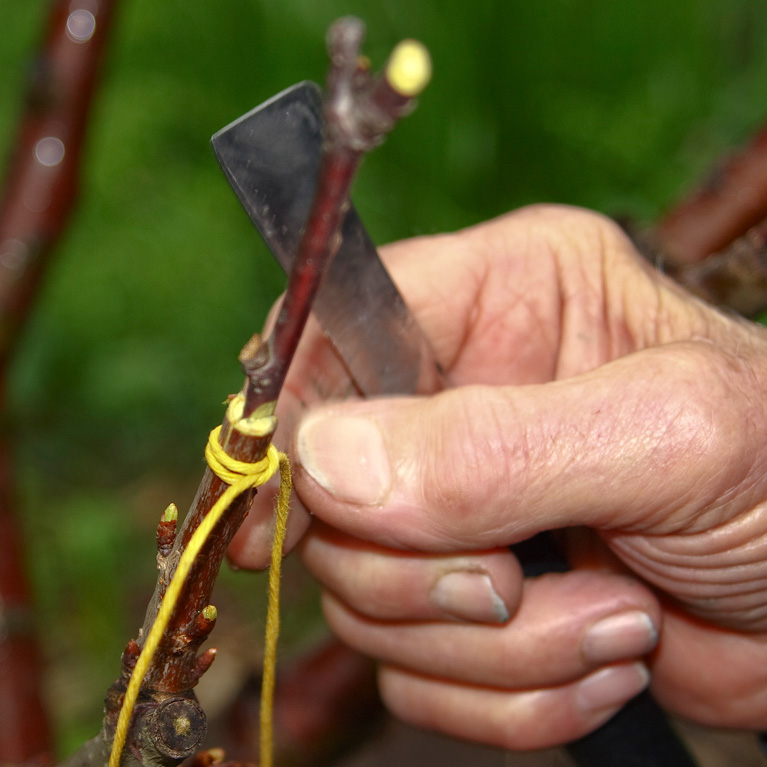
Greffe en fente sur un cerisier.

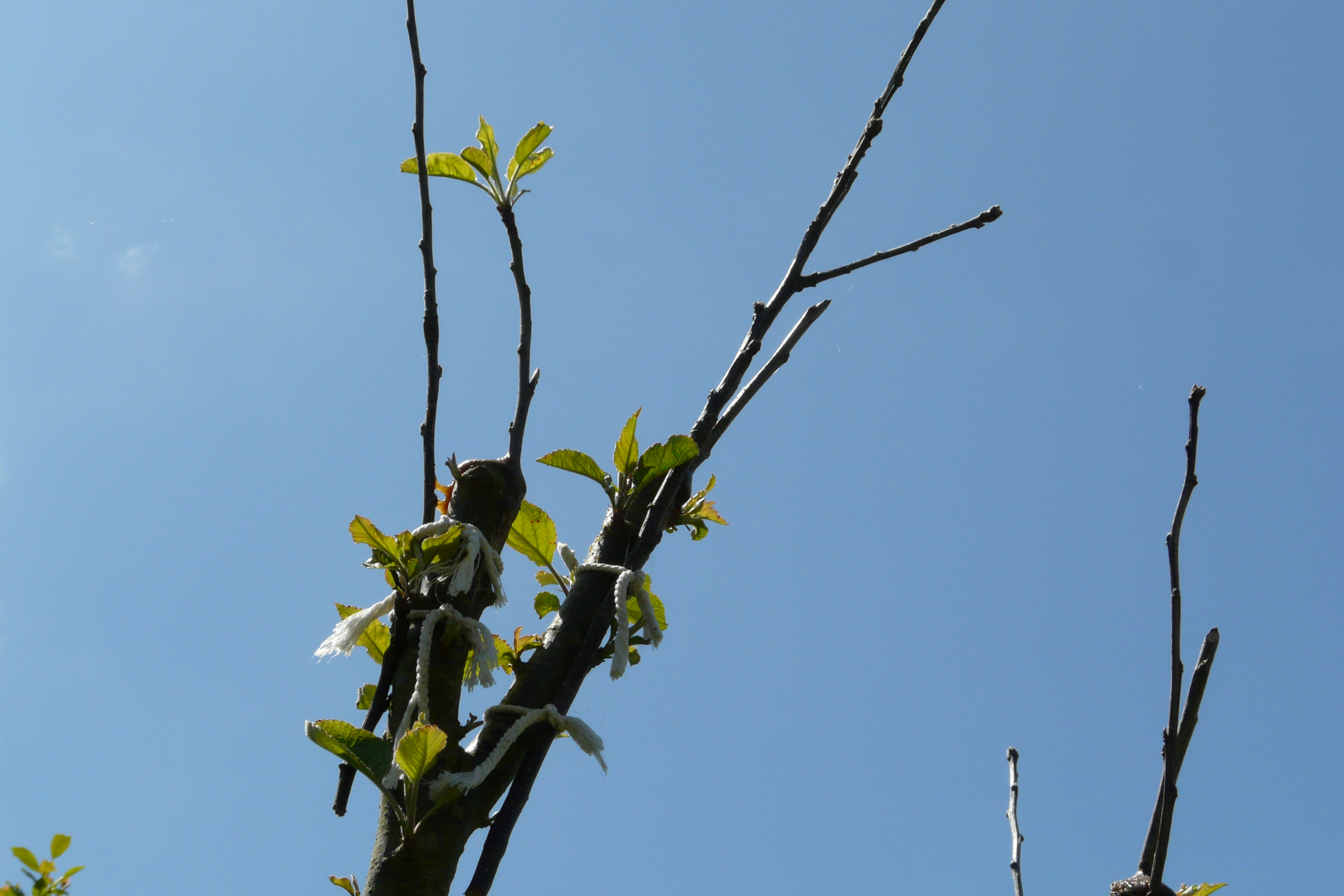
Greffe de pommier après un mois.

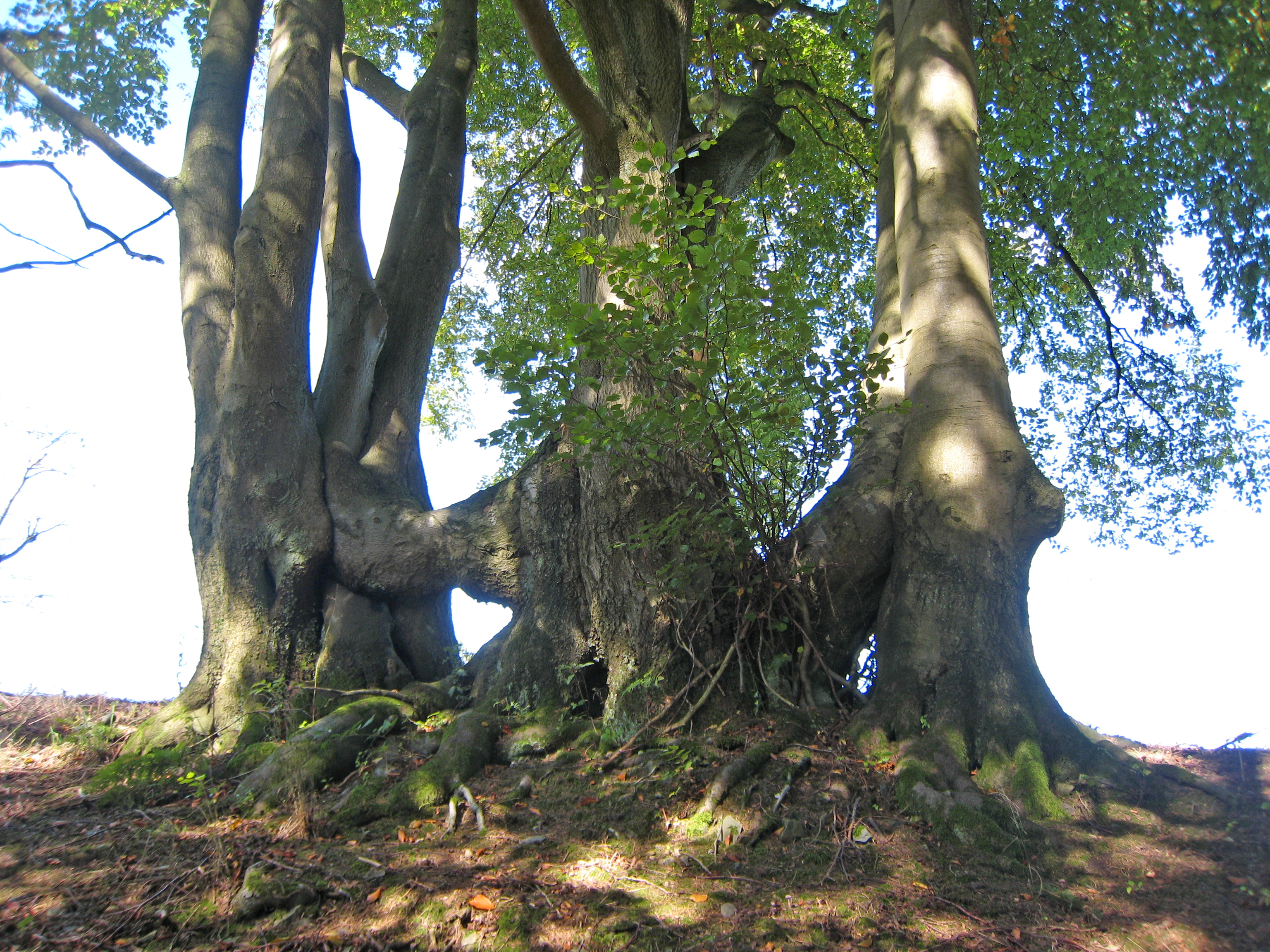
Trois hêtres s'anastomosent via leur tronc.
Ster (Stavelot), Belgique.

En agriculture, le greffage est un mode de reproduction végétative qui consiste à implanter dans les tissus d'une plante nommée « porte-greffe » un bourgeon ou un fragment quelconque nommé « greffon », d'une autre plante compatible ou de la même plante, pour que celui-ci continue à croître en faisant corps avec la première. Le résultat de cette opération est nommé la greffe.
Le greffage entre deux arbres ou plantes différentes peut aussi être naturel : l'anastomose des racines (greffe racinaire) et plus rarement des branches ou des troncs, permet la communication physique et biochimique entre ces organismes.
Le greffage d'une troisième plante, l'entre-greffe, compatible avec les deux précédentes entre le porte greffe et le greffon, est nommée entre-greffage.

## Origine

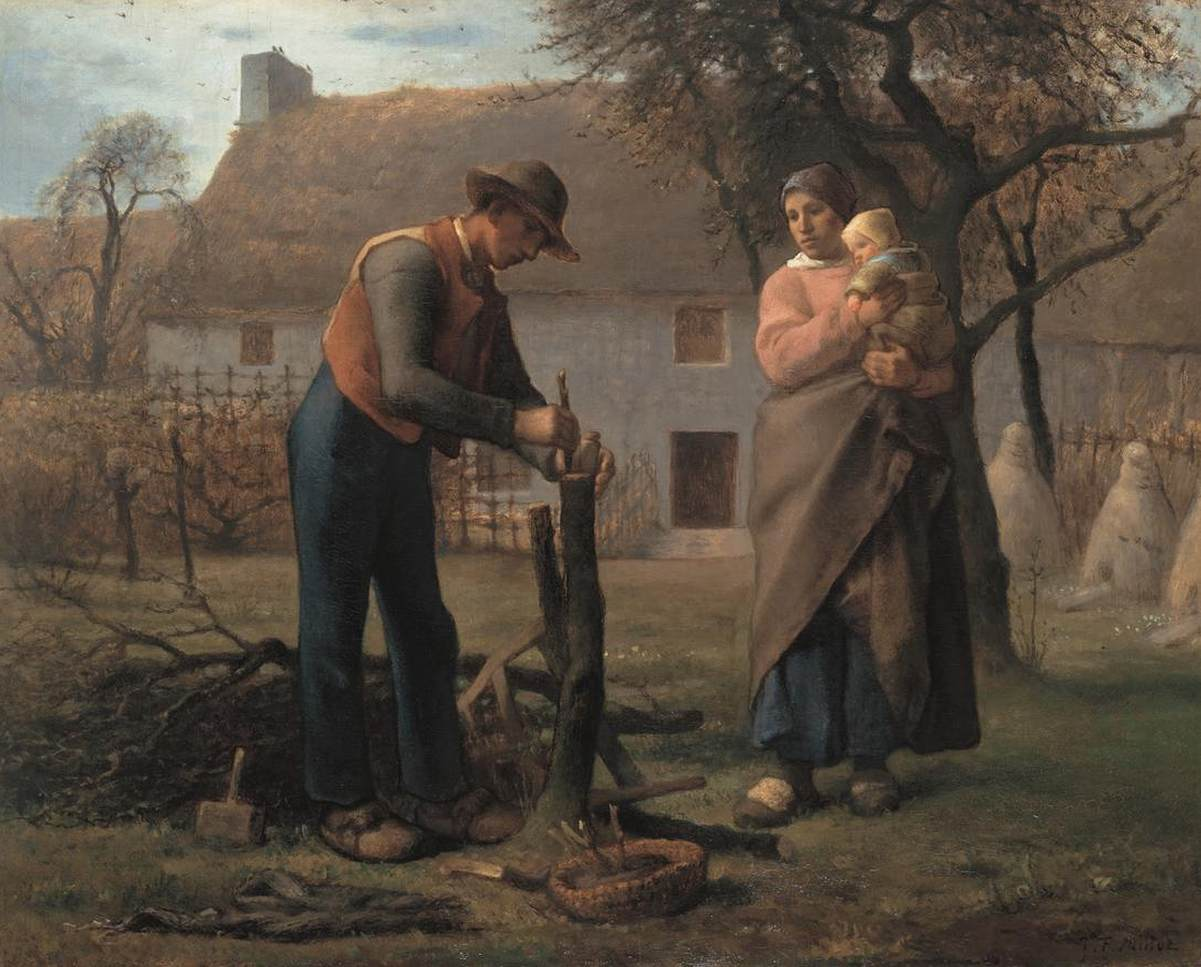
Agriculteur greffant un arbre
Jean-François Millet, 1855
Neue Pinakothek, Munich

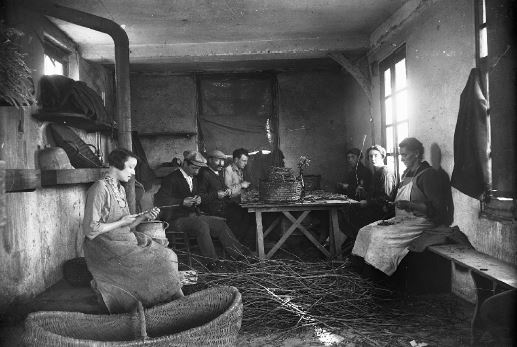
Atelier de greffage de vigne, Beaune, 1903

La greffe sur végétaux a été inventée en Chine. Les Grecs et les Romains ont importé la technique en Europe et nombreux sont les auteurs de l'Antiquité à avoir écrit des manuels destinés à diffuser la technique. Pratiquée d'abord de façon empirique, elle commence à faire l'objet de questionnements scientifiques à partir du XIXe siècle, notamment à travers les travaux de Lucien Daniel ou Hermann Vöchting (en).
En vieux français, greffer se disait « enter ».

## Intérêt du greffage

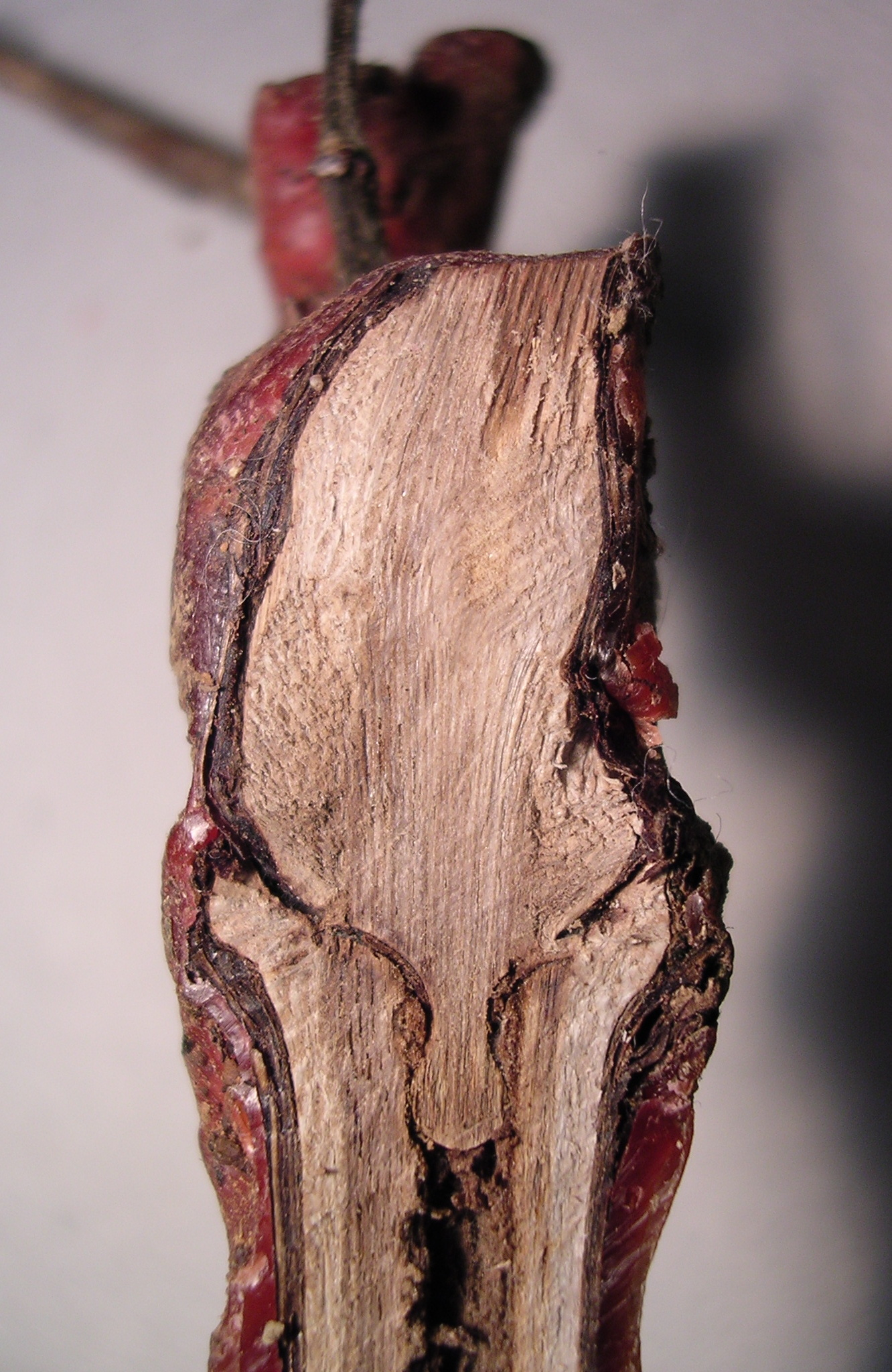
Vue en coupe d'une greffe en oméga sur plant de vigne.

Sur le plan agronomique, l'intérêt de la greffe est d'associer les caractéristiques du porte-greffe, et du greffon. Tandis que le premier apporte notamment l'adaptation au sol et au climat, (par exemple la rusticité et la vigueur), le second quant à lui apporte celles des produits sélectionnés, par exemple les fruits et les fleurs que l'on désire obtenir. De plus, il permet une mise à fruit plus rapide pour de nombreuses espèces fruitières. Cela offre donc un avantage économique pour les producteurs.
À titre d'exemple, pour la vigne, c'est la greffe qui a permis de continuer à produire les cépages traditionnels cultivés en France grâce à l'utilisation de plants américains, choisis pour leur résistance au phylloxéra.
La greffe est très utilisée pour multiplier les variétés d'arbres fruitiers, notamment les pommiers, poiriers, les agrumes, ainsi que la vigne, les rosiers, certains légumes tels que les solanacées (aubergines, tomates, etc.) et les cucurbitacées (pastèques, melons…), ainsi que d'autres espèces de plantes ornementales.
Pour les arbres, la greffe sur porte-greffe nanifiant permet souvent d'obtenir des fruits plus gros au goût plus sucré et ce, plus rapidement qu'un arbre issu de semis ou bouturé de façon à pousser sur ses propres racines. En effet, les apex des racines sont émetteurs de gibbérellines qui inhibent l'induction florale. Les arbres nains ayant peu de racines, ils donnent une floribondité plus importante.

## Comparaison avec le bouturage
Ces deux formes de multiplication végétative sont très proches, la dédifférenciation et la totipotence sont les bases de cette multiplication. La bouture est réalisée sur un substrat minéral alors que la greffe est effectuée sur un « substrat végétal ».
Le bouturage et le greffage permettent tous deux de reproduire une plante à l'identique à la différence du semis qui, lui, perpétue l'espèce mais en croisant le patrimoine génétique des parents dans leur descendance (donc en donnant un phénotype distinct).
Le bouturage est plutôt utilisé par les amateurs car il est beaucoup plus simple à réaliser que le greffage et ne nécessite aucun matériel particulier. Son seul inconvénient est d'être souvent plus lent à produire des fruits ou des fleurs. De plus, certaines variétés ne se bouturent pas du tout ou très difficilement.
Les pépiniéristes privilégient plutôt le greffage. Celui-ci nécessite de bonnes compétences techniques et un peu de matériel (greffoir, porte-greffe) mais il permet de produire en masse et rapidement des plants de qualité et adaptés au besoin des clients. De plus, le greffage permet d'économiser le matériel végétal. Pour faire une bouture, on utilise un rameau de 20 cm qui, si cela réussit, permet d'obtenir un plant. En greffant, à partir de ce même rameau de 20 cm, on peut prélever quatre ou cinq yeux environ, et donc obtenir quatre ou cinq plants avec un seul rameau, ce qui est appréciable lorsque la variété qu'on souhaite multiplier n'est disponible qu'en petite quantité.

## Réalisation de la soudure
Dans la grande majorité des cas, le but de la greffe est de mettre en contact les cambiums du greffon et du porte-greffe dans l'espoir que de nouveaux tissus conducteurs issus du néo-cambium, initié dans le cal de jonction, permettent le rétablissement de la circulation de la sève brute (production de vaisseaux du bois) pour protéger le greffon de la déshydratation puis de la sève élaborée (production de tubes criblés du liber). Les conducteurs présents au moment du greffage sont définitivement obstrués ou inopérants : il n'y a donc pas de raccordement de tissus mais production de nouveaux tissus.
Dans le meilleur des cas, les premiers conducteurs, issus du néo-cambium n'apparaissent que le onzième jour. La soudure dépend de l’aptitude des tissus blessés (assises génératrices des plantes concernées appelées cambium et phellogène (méristèmes secondaires)) à proliférer en donnant naissance à des cellules indifférenciées susceptibles de générer des éléments conducteurs (Cambium) et des éléments protecteurs (Phellogène) au sein de l'ensemble cicatriciel.
Dans le bourrelet de greffe (c'est-à-dire au point de soudure), les conducteurs du bois et du liber s'unissent de façon compliquée : les vaisseaux y sont moins nombreux, plus longs et dirigés dans tous les sens.
La greffe doit permettre la continuité de la circulation de la sève. La sève ascendante éprouve plus ou moins de difficultés à franchir le bourrelet de greffe suivant l'affinité entre les deux partenaires.

## Différentes techniques de greffe

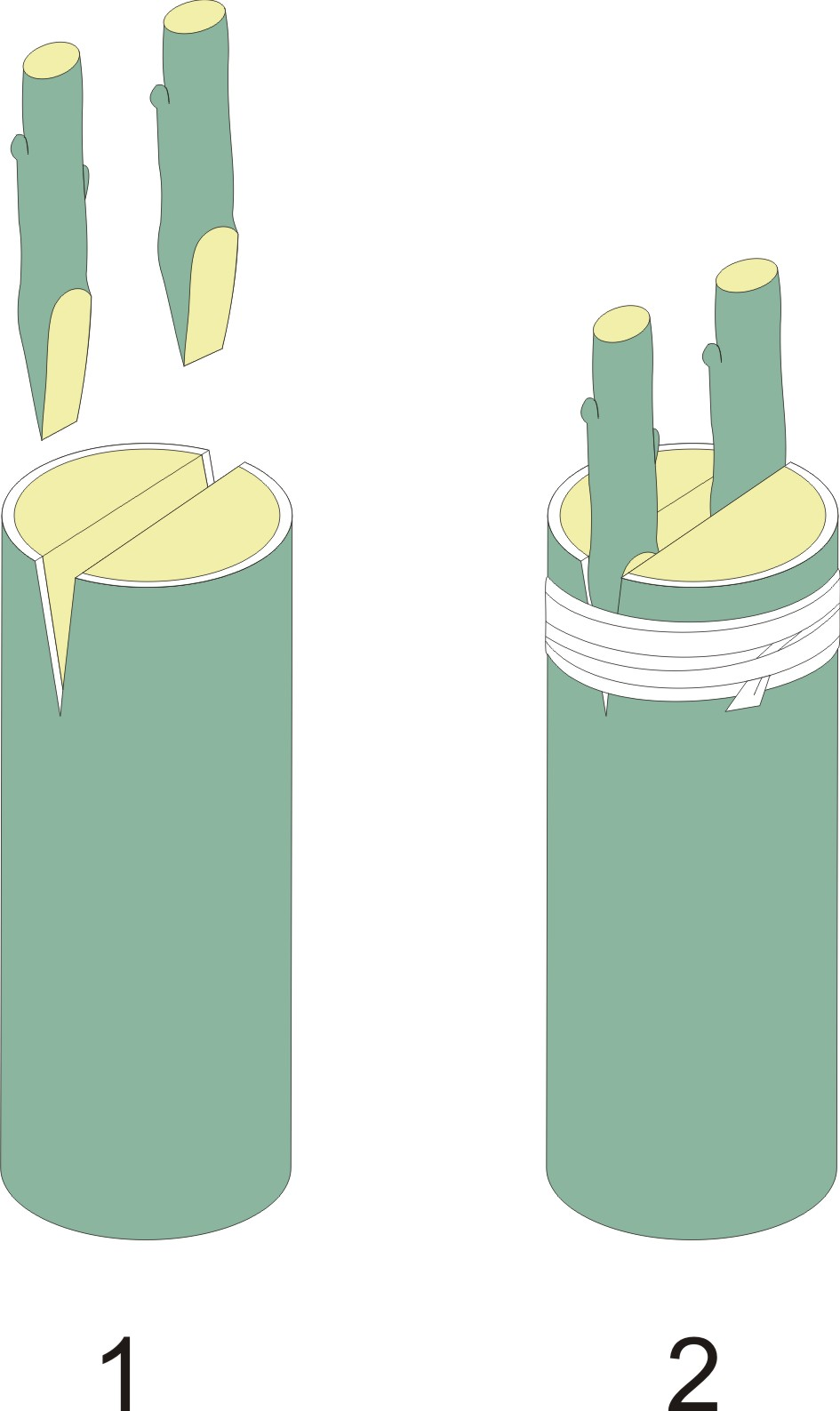
Greffe en fente.

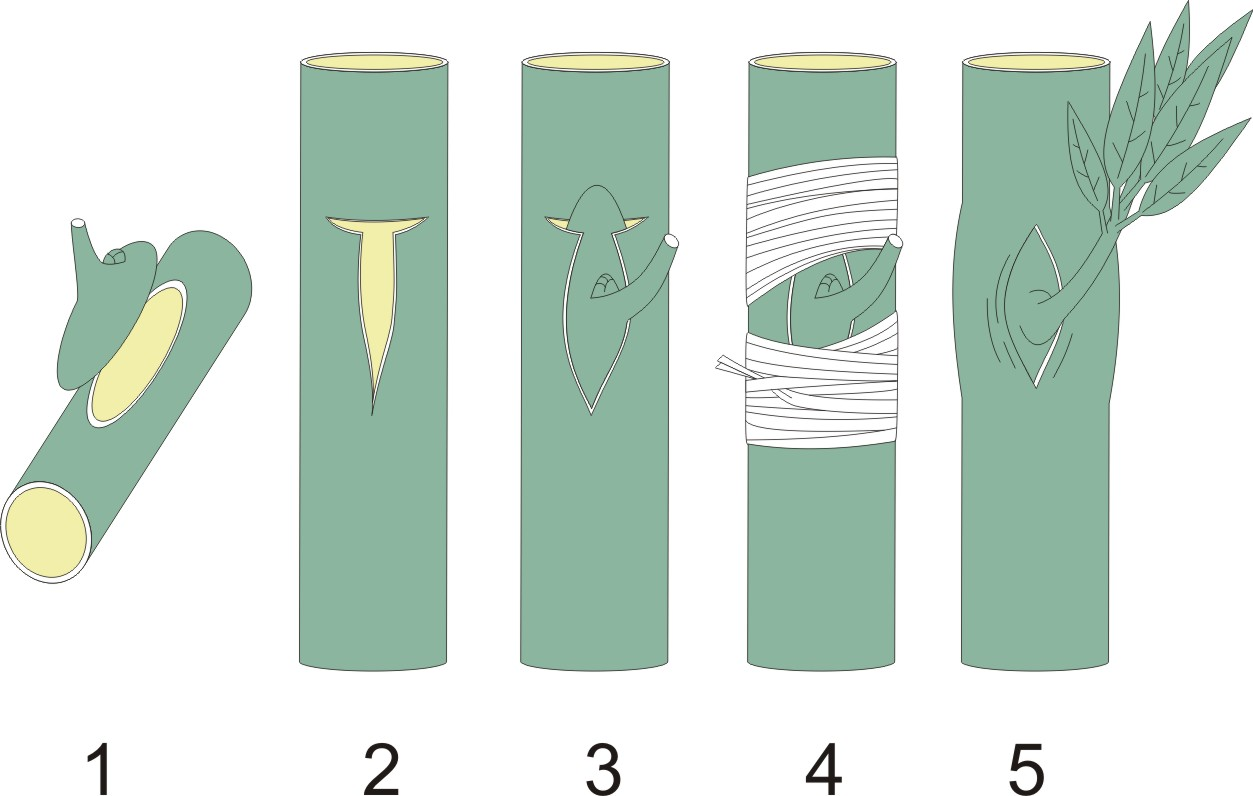
Greffe en écusson.

Pour réaliser les greffes, il existe plusieurs techniques.

### Greffe par approche
La greffe par approche peut se produire naturellement (quand deux arbres poussent l'un à côté de l'autre par exemple). Les deux arbres doivent être plantés côte à côte. Cette méthode est à privilégier pour des greffes dites « difficiles ».

### Greffe par rameau détaché

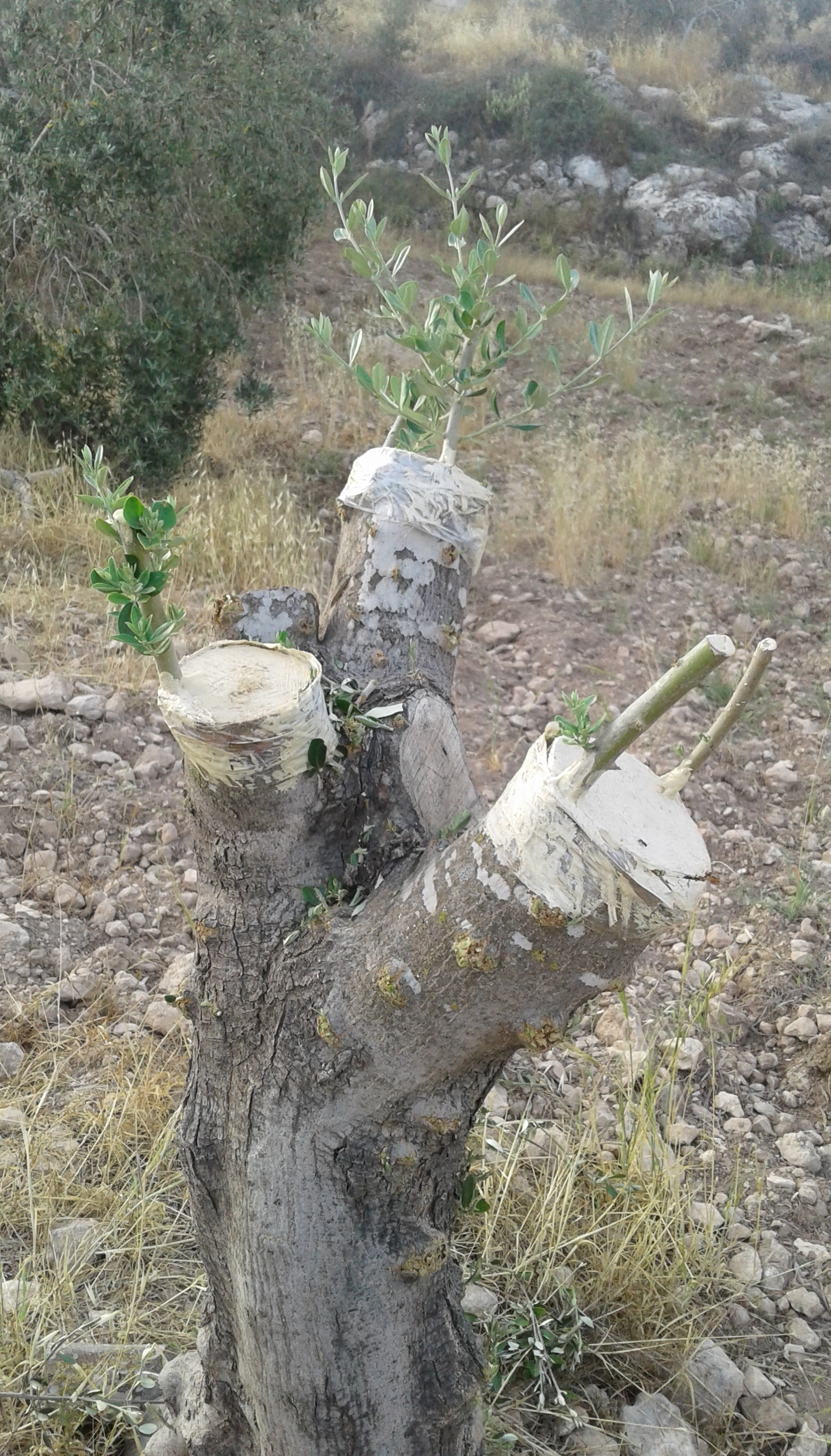
Greffes sur un olivier âgé, par la méthode de greffe en fente, pour obtenir de meilleures variétés d'oliviers.

- la greffe en fente principalement pour les fruitiers à pépins sur porte-greffe de diamètre inférieur à 2 cm ;
- la greffe en incrustation ou greffe en V ;
- la greffe en couronne pour les diamètres de porte-greffe supérieurs à 2 cm ;
- la greffe anglaise simple, ou compliquée ;
- la greffe en oméga, qui fait autorité pour la production de plants de vigne ;
- la greffe F2, correspond globalement à une double fente. Il s’agit de faire une première fente, ou plus exactement un V, puis un second V à angle droit du premier. On obtient ainsi un bois à quatre dents que l’on emboîte dans le greffon préparé de la même manière ;
- la greffe en coulée : le greffon est placé sur le côté du porte-greffe après avoir pratiqué une entaille. Cette greffe se fait plutôt au printemps pour faire du surgreffage ;
- la greffe en pont, utilisée pour réparer les blessures des arbres.

### Greffe par œil détaché
- la greffe en écusson, la plus utilisée pour les fruits à noyau et à privilégier à chaque fois que cela est possible car c'est la greffe la moins agressive ;
- la greffe en flûte (ou en anneau ou en sifflet)[3] convient bien au châtaignier, noyer, olivier et figuier ;
- le « chip budding » ;
- la « four-flap graft » utilisée aux États-Unis pour la greffe du pacanier.

### Soins post-opératoires
Dans les semaines suivant la greffe, on veillera à ne pas trop arroser l'arbre pour éviter de « noyer » le greffon sous un trop plein de sève.
Une greffe a échoué si elle est entrée en végétation avant le dixième jour ou s'il n'y a pas eu de production de cal entre les deux partenaires dans les quinze premiers jours.
Trois semaines est un délai normal pour le départ des bourgeons du greffon pour les greffes de printemps. Exceptionnellement un greffon peut entrer en végétation deux mois et même un an après le greffage !
Dans un premier temps, laisser pousser tous les rameaux au-dessus du point de greffe. On pourra tailler les moins intéressants en été. En revanche couper aussitôt après la reprise du greffon, les gourmands situés sous le point de greffe et ceci régulièrement les deux premières années pour éviter que le porte-greffe domine le greffon et l'atrophie rapidement.
Si du raphia a été utilisé pour ligaturer, vérifier régulièrement qu'il n'y ait pas de strangulation (et desserrer si nécessaire). Si des moyens de ligature modernes (flexibandes, buddy tape) ont été utilisés, il n'y a rien à faire car elles sont photodégradables.
Pour protéger le greffon des oiseaux, on recommande parfois de fixer un rameau en arc de cercle au-dessus du greffon afin que les oiseaux se posent dessus et non sur le greffon. Dans les zones venteuses, il est conseillé de placer pendant les premiers mois une atèle rigide entre le porte-greffe et le greffon pour éviter la casse lors de fortes bourrasques.
Si des fleurs apparaissent rapidement sur le greffon, coupez-les afin d'éviter de concentrer toute l'énergie de la plante vers un fruit qu'elle n'a pas encore la robustesse de supporter. Dans le même ordre d'idées, pour éviter que les jeunes rameaux cassent sous le poids des fruits lors de la première année de production, mieux vaut ne pas en laisser trop si la fructification est importante.

### Outils et matériel
Pour greffer, il faut utiliser un greffoir (couteau très tranchant) désinfecté.
Il existe deux types de greffoirs :
- le greffoir à écussonner ;
- le greffoir à vigne.

On peut aussi utiliser un couteau bien aiguisé à fine lame ou un cutter.
Il faut aussi un sécateur.
Et pour réaliser la greffe, il y a aussi besoin de bande à greffer ou de raphia, de mastic à greffer (avec une spatule) ou tout simplement de téflon, aujourd'hui très largement utilisé pour le surgreffage de la vigne pour sa facilité d'application. Le mastic permet une meilleure cicatrisation de la plante, ce qui augmente la chance que la greffe se développe rapidement.

## Greffon
Le greffon est, soit un bourgeon avec un lambeau d'écorce (Ecusson, Chip budding), soit une portion de rameau comportant environ deux ou trois bourgeons, prélevé sur un rameau provenant de la variété ou du cultivar que l'on souhaite multiplier.

### Sélection du greffon

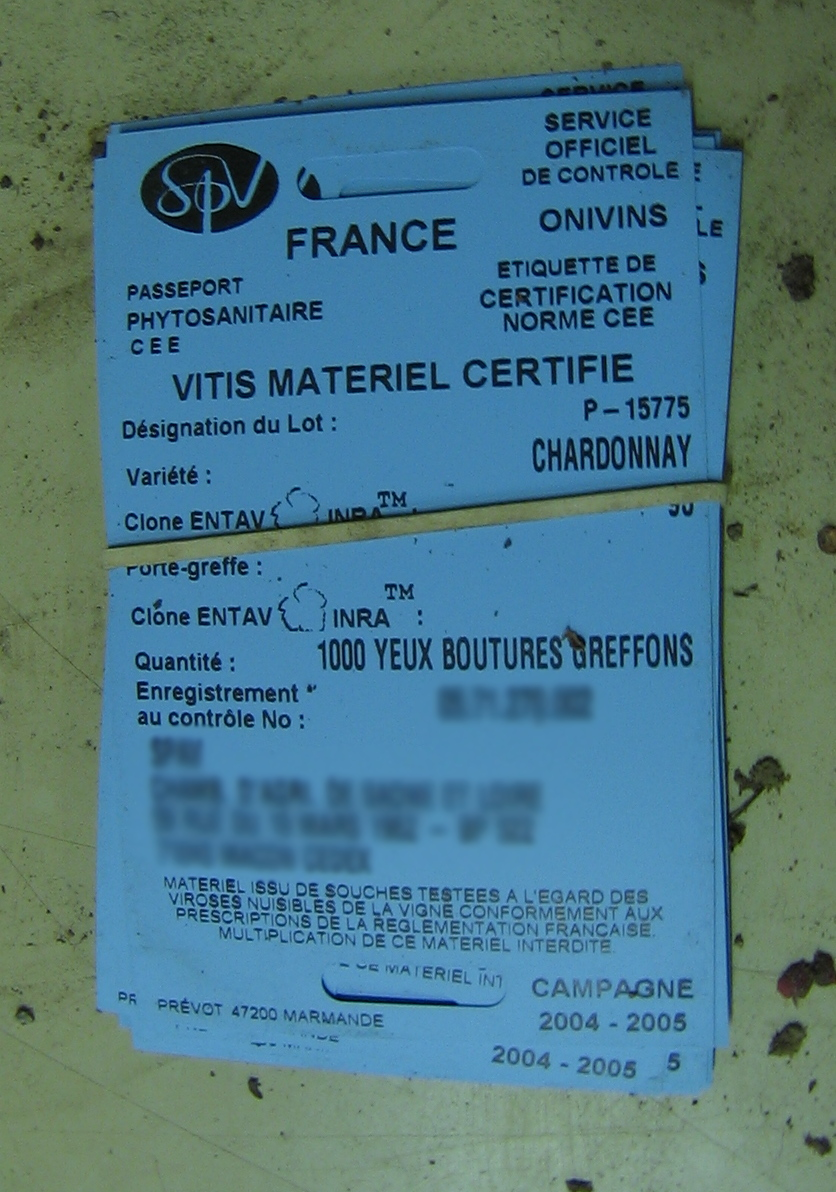
Étiquettes ONIVINS.

Un greffon est toujours prélevé sur une branche jeune (un rameau d'extrémité de l’année) bien vigoureuse et ne présentant aucune trace suspecte de maladie. Mieux vaut prélever le matin car c'est le moment où le greffon sera le plus rempli de sève.

### Conservation du greffon
Pour les arbres, le greffon se récolte en hiver (courant janvier) lorsque l'arbre est au repos complet. Ceci n'est pas valable pour la greffe en écusson pour laquelle on prélève le greffon juste avant l'opération.
Une fois prélevés, les rameaux sont rapidement mis en bottes, étiquetés puis placés en jauge (enterrés horizontalement dans une tranchée remplie d'un mélange de sable et de tourbe au pied d’un mur au Nord ou au réfrigérateur entouré d'un linge humide (mais pas trempé) dans un sac poubelle noir, jusqu'au moment de la greffe en mars-avril (au moment du débourrement du porte-greffe). Dans le cas d’une conservation au réfrigérateur, on surveille régulièrement que le linge ne se dessèche pas. La température de conservation devra être de 3 à 5 degrés Celsius et l'hygrométrie ambiante d'environ 95 %.
Anciennement, il était d'usage de transporter les greffons plantés dans une pomme de terre pour éviter qu'ils ne se dessèchent.

## Porte-greffe
Plusieurs critères interviennent dans le choix d'un porte-greffe :
- la compatibilité ;
- la vigueur (faible, moyenne, grande…) ;
- l'adaptation au sol (sec, humide/calcaire, argileux… /profond/lourd…) ;
- la forme (tige, demi-tige, gobelet, palmette…) ;
- la mise à fruit (lente, moyenne, rapide, très rapide…) ;
- la résistance aux maladies.

### Surgreffage

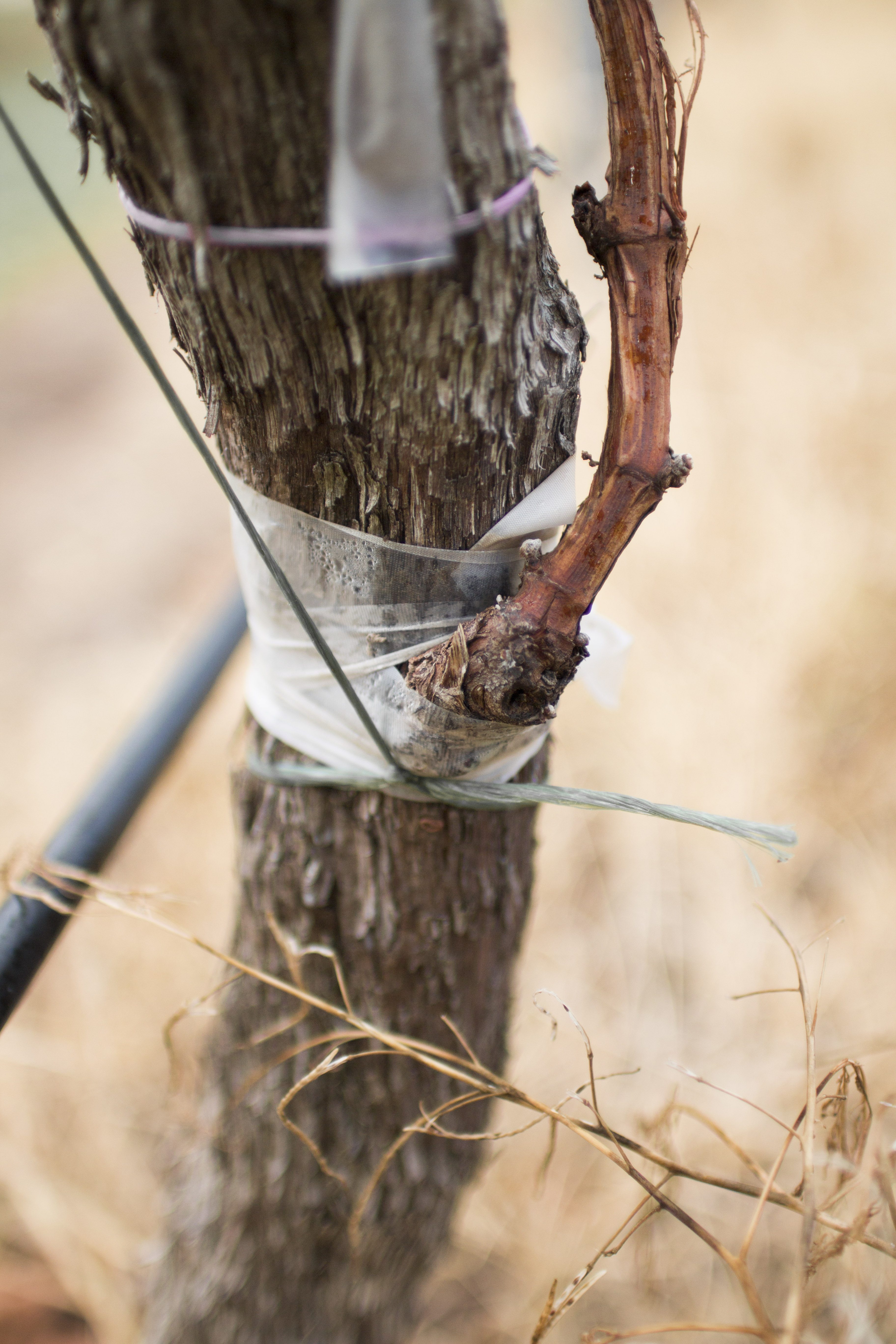
Vigne sur-greffée

Le surgreffage est une technique consistant à greffer une deuxième fois un végétal. On pratique le surgreffage lorsqu'on souhaite changer la variété, d'un arbre en greffant en couronne ses charpentières, d'un cep de vigne en greffant en chip budding ou en T-budding son tronc, l'intermédiaire se trouvant être dans ce cas l'ancienne variété dont on souhaite se débarrasser. Il arrive aussi que certains cultivars soient incompatibles avec le porte-greffe qu'on souhaite utiliser. Il faut dans ce cas pratiquer un surgreffage avec un porte-greffe intermédiaire compatible, ce qui nécessite un processus de deux à trois ans.
1. La première année, on plante les porte-greffes au printemps et on greffe le porte-greffe intermédiaire (en écusson le plus souvent) en été.
2. La deuxième année, on rabat le porte-greffe intermédiaire au printemps et on greffe le cultivar sélectionné en été.
3. La troisième année, on rabat le cultivar au printemps et on récolte les premiers fruits à l'automne suivant.

On peut ramener ce processus à deux ans si on plante directement la première année des plants déjà greffés sur table au préalable.
Selon une étude de 1995, chez les pommiers et poiriers, le surgreffage d'un porte-greffe nain sur un porte-greffe vigoureux diminue la vigueur de celui-ci et ceci est proportionnel à la longueur du « surgreffon », ce qui prouve que l'effet du porte-greffe n'est pas uniquement lié à son système racinaire mais aussi au phloème et xylème du porte-greffe intermédiaire. Les arboriculteurs doivent donc veiller à avoir des porte-greffes intermédiaires de même longueur s'ils ne veulent pas obtenir des arbres de taille hétérogène.
Une étude italo-néerlandaise a prouvé qu'un greffon intermédiaire de M9 d'une longueur de 35 cm greffé sur MM106 donnait un arbre comparable à un autre greffé sur un M9 standard. L'avantage d'un tel montage est de conserver les avantages des deux porte-greffes (résistance au puceron lanigère sur la partie enterrée, meilleur enracinement grâce au MM106 et arbre nain donc plus productif grâce au M9). Le MM106 ne confère pas sa résistance au puceron lanigère au M9 mais la sensibilité se retrouvant uniquement localisée sur la partie aérienne (M9), il est plus facile de la traiter. Le surgreffage d'une variété naine sur une variété plus vigoureuse peut provoquer un drageonnage important.
En revanche, chez les Prunus, il semble que seul le système racinaire influe.

#### Exemples
- La Beurré Bosc étant incompatible avec le cognassier (formation d'un gros bourrelet cicatriciel fragile), on utilise la Beurré Hardy en porte-greffe intermédiaire.
- La Poire Williams étant incompatible avec le cognassier, on utilise la Doyenné du Comice en porte-greffe intermédiaire.

## Affranchissement
Affranchir un arbre consiste à enterrer sa base, de façon que le point de greffe se retrouve sous terre. Ainsi, la partie greffée enterrée a de bonnes chances d'émettre des racines au-dessus du point de greffe (marcottage). Lorsque ce système racinaire devient suffisant, le porte-greffe dépérit ou cohabite avec l'ancien. L’affranchissement permet donc de cultiver sur ses propres racines une variété qui ne se bouture pas bien. Une culture sur propres racines permet le plus souvent de former des arbres plus vigoureux mais qui fructifieront moins rapidement que sur porte-greffe nains. Il est à noter qu'un arbre affranchi peut également donner des fruits moins gros et moins sucrés qu'un arbre sur porte-greffe.
Le point de greffe pouvant constituer une « porte d'entrée » pour les maladies et autres champignons du sol, il arrive qu'une tentative d'affranchissement mène à la mort de l'arbre.

## Greffes inter-génériques
On lit souvent qu'on ne peut greffer ensemble que des variétés appartenant au même genre voire à la même espèce botanique. Cela reste en fait très variable selon plusieurs critères. Certaines variétés ne se greffent pas du tout, d'autres uniquement sur des plants de la même espèce ou de la même variété (on parle d'homogreffes), d'autres n'acceptent que des plants du même genre et d'autres encore acceptent d'être greffées sur des plants d'autres genres voire d'autres familles botaniques (hétérogreffes). Les autogreffes sont des greffes réalisées entre tissus provenant de la même plante (à la suite de la casse accidentelle d'un rameau par exemple).
Ainsi, dans la traduction de L'économie rurale de l'auteur romain Palladius Rutilius (IVe siècle) par Cabaret Dupaty, on apprend que dès l'Antiquité, les Romains utilisaient des porte-greffes atypiques : par exemple, du pommier ou du châtaignier greffés sur du saule, du cerisier sur du peuplier ou du citronnier sur du poirier. Cependant les traductions sont sujettes à caution car les Romains n'utilisaient pas de classification scientifique des plantes, et l'identification des plantes dans les textes latins n'est jamais évidente.
Plus récemment, l'agronome russe Mitchourine a développé plus de 300 nouvelles variétés de fruits grâce à ce type de greffe. Il a développé le concept controversé de « mentor » ou l’un des deux partenaires (porte-greffe ou greffon) est choisi (en fonction de sa nature génétique, de son âge, etc.) de manière à avoir le maximum de chances d'être « éduqué » par l’autre.
Certaines combinaisons ne sont pas réversibles : on peut ainsi greffer du poirier sur cognassier, alisier, néflier, cognassier sur aubépine, cerisier sur Prunus mahaleb, lilas sur troène mais pas l'inverse (même si cet échec n'apparaît parfois que dix ans plus tard).
En fait, la capacité d'une variété à bien supporter le greffage avec une autre est liée aux différences physiologiques importantes dans l’absorption, l’accumulation et l’utilisation des métabolites.
Le porte-greffe doit donc produire un large spectre d'isoperoxydases dans ses tissus. Les variétés de pomme telles que Winter Banana ou Northern Spy, ou Beurré Hardy chez les poires, sont connues pour leur large spectre de compatibilité et sont, pour cette raison, souvent utilisées comme intermédiaire de greffage.
Des maladies à virus ou l'âge des deux partenaires peuvent également jouer dans les problèmes d'incompatibilité.

## Limites et risques liés au greffage
- Le greffage diminue généralement significativement l'espérance de vie de la plante. Par exemple, des poiriers et pommiers issus de semis peuvent vivre plus de 300 ans mais un poirier greffé sur cognassier vivra moins de 100 ans, un pommier sur Paradis environ 25 ans et 75 à 80 ans sur franc.

- En outre, la greffe (comme le clonage) prive la population greffée d'une grande partie de ses atouts évolutifs (faute de reproduction sexuée).
À titre d'exemple, en 1825, François Joseph Grille d'Angers, sans employer le vocabulaire des biologistes modernes, protestait déjà contre l'appauvrissement génétique des populations d'ormes trop volontiers clonés et/ou greffés au détriment de la richesse adaptative que permet le semis :

« Les planteurs d'ormes se bornent trop souvent au moyen le plus facile, qui est de planter par rejeton et par éclats de racines ; mais ils en sont les dupes, et ils n'obtiennent que des sujets rabougris qui ne rapportent presque rien. On distingue au premier coup-d'œil, à la beauté de leur port et à la vigueur de leur végétation, les ormes de semis, et ceux à feuilles étroites greffés sur sujets écossais, dans les plantations d'agrément, dans les parcs, et sur les pelouses qui environnent les maisons de campagne. »
Cette homogénéisation génétique a effectivement peut-être contribué à la rapide diffusion de la graphiose de l'Orme.
La conservation de souches et variétés en banque de graines ou banque de gènes ne permet pas de conserver une diversité génétique aussi importante que celle de population naturelles ou de plein champ, ni surtout une évolution adaptative temporellement mieux ajustée à celles des ravageurs et pathogènes de l'espèce[réf. nécessaire].
- Le greffage, surtout lorsqu'il est effectué à grande échelle, dans le même environnement, ou avec des outils mal nettoyés, est source de risque d'introduction et diffusion de pathogènes.

- Cette technique a été poussée à l'extrême par l'artiste et professeur d'arts plastiques Sam Van Aken, qui a créé l'arbre aux 40 fruits (Tree of 40 Fruit en anglais). Depuis 2005 à la recherche d'un verger qui pouvait donner les centaines de variétés de fruits nécessaires à la réalisation de son œuvre, il a découvert en 2008 le verger de l'Agriculture Experiment Station de l'État de New York, à Geneva, qui au XIXe siècle était un des principaux producteurs de fruits à noyau aux États-Unis. La station expérimentale ayant 150-200 ans d'histoire et des centaines de variétés antiques, héritées, natives et hybrides de fruits risquait d'être détruite pour manque de financement. Van Aken a repris le bail du verger et l'a préservé, ce qui lui a permis de réaliser son arbre de 40 fruits, qui produit des fruits à noyau de 40 variétés différentes[11],[12],[13].

### Une greffe affecte-t-elle le microbiote de la plante greffée?
Les porte-greffe et les plantes greffées sont, de plus en plus, issues de cultures industrielles et proviennent donc d'un nombre limité de parcelles.
Or c'est le terrain sur lequel la germination a eu lieu, qui détermine le microbiote de la plante, induit par des facteurs abiotiques locaux. Dans le contexte des cultures industrielles, ce microbiote est donc génétiquement restreint. Les plantes greffées sont ensuite mise en culture sur le site d'accueil final, et le microbiote développé sur le terrain d'origine peut se retrouver inapproprié au site de mise en culture.
De plus on sait en effet que des groupes souvent spécifiques de bactéries et champignons s'associent symbiotiquement à une espèce ou à un cultivar pour former leur microbiote, tant au niveau des racines qu'au dessus de la surface du sol sur les tiges, feuilles (phyllosphère), fleurs... contribuant ainsi à la croissance et à la survie, ou à la résilience aux maladies de leurs hôtes. Il semble également que le génotype d'une plantes hôte puisse au moins partiellement « choisir » ou contrôler la composition de son microbiome et il ne fait plus de doute que comme chez l'humain et les autres animaux, pour le végétal, un « bon » microbiote améliore la capacité de sa plante hôte à se nourrir et s'abreuver dans le sol, mais aussi à résister à certaines maladies et aux stress abiotiques,,,.
La plante greffée est donc un cas particulier où peut-être le microbiote "choisi" par les racines différerait de celui qui serait idéal pour les feuilles (et/ou inversement) puisque le génotype en surface (celui de la greffe) et en sous-sol (celui du porte-greffe) sont différents les uns des autres. Depuis peu, des chercheurs tentent de comprendre dans quelle mesure, et avec quelles conséquences, les génotypes de porte-greffes affectent (ou pas) la nature et la fonctionnalité du microbiome de la rhizosphère et/ou des feuilles chez les plantes cultivées greffées. Ainsi, huit variétés de plants de tomates greffés ont servi à étudier in situ les effets des deux génotypes (artificiellement associés) sur le microbiote final de la plante (microbes endophytes des feuilles).
Résultat : dans ces cas les communautés bactériennes et fongiques restaient assez proches, alors que la position du plant sur la parcelle agricoles avait plus d'influence sur son microbiome. Cependant une différence très significative a été mise en évidence pour quelques bactéries et champignons qui pourraient être préférentiellement choisis par certains porte-greffes (ainsi, une bactérie du genre Deinococcus était nettement plus présente chez les plants non greffés de la tomate, et des levures du genre Hannaella étaient plus fréquentes chez les plants dont le génotype de porte-greffe était « Ganbarune ».

Une étude publiée en 2017 a permis de tester des microbiomes artificiellement sélectionnés pour étudier leurs effets sur les plantes.